# Callogorgia ventilabrum
Callogorgia ventilabrum is een zachte koraalsoort uit de familie Primnoidae. De koraalsoort komt uit het geslacht Callogorgia. Callogorgia ventilabrum werd in 1878 voor het eerst wetenschappelijk beschreven door Studer. 